# Fluorapofilita-(K)
La fluorapofilita-(K), conocida anteriormente como apofilita y como apofilita-(FK), es un mineral silicato, de la familia de los filosilicatos. Es el mineral más abundante del grupo de la apofilita, mucho más que la hidroxiapofilita (K) y que la fluorapofilita-(Na). La apofilita, que posteriormente resultó ser la fluorapofilita-(K) fue descrita por René Just Haüy, en 1806. A partir de 1978 se reconoció la existencia de otras dos especies distintas.

## Propiedades físicas y químicas
La fluorapofilita-(K) se caracteriza frente a otros miembros de la familia porque el potasio es el catión dominante entre los monovalentes, y el flúor predominante frente al hidroxilo, aunque es frecuente que contenga también proporciones significativas de este último y de sodio.
Son comunes los cristales pseudocúbicos, formados por la combinación del pinacoide  {111}, que se corresponde con el plano de exfoliación, con {110}, con modificaciones en las aristas y vértices. También se encuentran cristales apuntados, con {111} como figura dominante.

## Yacimientos
La fluorapofilita-(K) es un mineral relativamente frecuente, como producto de actividad  hidrotermal de baja temperatura, en vacuolas en rocas vólcánicas, cavidades en granitos y ocasionalmente en filones metalíferos. Se encuentra asociado a estilbita-(Ca) y a otras zeolitas, así como a calcita y cuarzo. Los ejemplares más notables, con cristales multicentimétricos incoloros, blancos, verdes o rosados, se encuentran en vacuolas en el basalto en las canteras del estado de Maharastra, en India. En España, el yacimiento más importante es el de la cantera de Los Taberneros, en El Berrueco (Madrid).